# Adam Kiejna
Adam Kiejna (ur. 1950 w Dobrzyniu nad Wisłą) – polski fizyk, dr hab. nauk fizycznych, profesor zwyczajny Instytutu Fizyki Doświadczalnej Wydziału Fizyki i Astronomii Uniwersytetu Wrocławskiego.

## Życiorys
Obronił pracę doktorską, w 1991 habilitował się na podstawie pracy zatytułowanej Teoretyczne badania elektronowych właściwości powierzchniowych metali i stopów. 15 marca 2002 nadano mu tytuł profesora w zakresie nauk fizycznych. 
Objął funkcję profesora zwyczajnego w Instytucie Fizyki Doświadczalnej na Wydziale Fizyki i Astronomii Uniwersytetu Wrocławskiego.
Był członkiem Komitetu Fizyki na III Wydziale Nauk Ścisłych i Nauk o Ziemi PAN oraz Komitetu Narodowego do spraw Współpracy z Europejską Fundacją Nauki (ESF) Prezydium Polskiej Akademii Nauk.